# Spinotarsus maritzburgensis
Spinotarsus maritzburgensis är en mångfotingart som beskrevs av Kraus 1960. Spinotarsus maritzburgensis ingår i släktet Spinotarsus och familjen Odontopygidae. Inga underarter finns listade i Catalogue of Life.